# Vicente Céspedes
Vicente Orlando Céspedes Olmedo (ur. 8 listopada 1966) – paragwajski judoka, olimpijczyk.
Dwukrotny uczestnik igrzysk olimpijskich (IO 1988, IO 1992). Startował w kategorii do 65 kg. W Seulu w 1/16 finału fazy grupowej pokonał Kenijczyka Johna Bogie, a w 1/8 finału Sanmaryńczyka Leo Sartiego. W kolejnej rundzie poniósł porażkę z Austriakiem Josefem Reiterem, kończąc zawody na 14. pozycji ex aequo z 5 zawodnikami. Na igrzyskach w Barcelonie stoczył 1 pojedynek – przegrał w 1/16 finału fazy grupowej z Portugalczykiem Augusto Almeidą, odpadając z turnieju.
W 1988 roku zdobył brązowy medal w kategorii do 65 kg podczas mistrzostw panamerykańskich.